# Václav Talich
Václav Talich (ur. 28 maja 1883 w Kromieryżu, zm. 16 marca 1961 w Beroun) – czeski dyrygent i pedagog muzyczny.

## Życiorys
Był synem skrzypka Jana Talicha (1851–1916), u którego pobierał pierwsze lekcje gry na skrzypcach. W latach 1897–1903 kształcił się w Konserwatorium Praskim u Jana Mařáka i Otakara Ševčíka. Od 1903 do 1904 roku był koncertmistrzem Berliner Philharmoniker, następnie pełnił funkcję koncertmistrza opery w Odessie (1904–1905) i nauczyciela gry na skrzypcach w konserwatorium w Tyflisie (1905–1906). W latach 1906–1908 działał jako korepetytor i dyrygent amatorskich zespołów w Pradze. W latach 1908–1910 odbył uzupełniające studia muzyczne w konserwatorium w Lipsku u Maxa Regera (kompozycja), Hansa Sitta (skrzypce) i Arthura Nikischa (dyrygentura). Od 1908 do 1912 dyrygował orkiestrą filharmonii w Lublanie. W latach 1912–1915 był dyrygentem opery w Pilznie.
Od 1915 do 1918 roku był altowiolistą Kwartetu Czeskiego, działał też jako pedagog. Od 1919 do 1941 roku był pierwszym dyrygentem České filharmonie, w latach 1935–1944 dyrygował też orkiestrą Teatru Narodowego w Pradze. W latach 1926–1936 pełnił funkcję dyrygenta Szwedzkiej Królewskiej Orkiestry Symfonicznej w Sztokholmie.
W 1941 roku, dla ratowania zagrożonej likwidacją České filharmonie, zdecydował się na koncerty w Berlinie i Dreźnie, jako warunek stawiając jednak umieszczenie w programie cyklu poematów symfonicznych Bedřicha Smetany Má vlast, włącznie z zakazanymi w okupowanych Czechach częściami Tábor i Blaník. Ze względu na te okupacyjne występy został po wojnie oskarżony o kolaborację i w 1948 roku otrzymał zakaz publicznych występów w Pradze przez kilka lat, zezwolono mu jedynie na nagrania studyjne.
W 1947 roku ponownie objął funkcję dyrygenta Teatru Narodowego w Pradze, jednak już rok później został zwolniony na skutek konfliktu z nowymi, komunistycznymi władzami. W latach 1949–1952 był dyrygentem Filharmonii Słowackiej w Bratysławie. Od 1952 do 1954 roku był doradcą i gościnnym dyrygentem České filharmonie. W 1957 roku otrzymał tytuł artysty narodowego.
Był pierwszym czeskim dyrygentem o międzynarodowej sławie. W okresie międzywojennym z zespołem České filharmonie koncertował we Włoszech, Niemczech, Austrii, Francji, Belgii, Wielkiej Brytanii, Szwecji, Polsce i ZSRR. Zasłynął przede wszystkim jako propagator dzieł kompozytorów czeskich. Dokonał prawykonań wielu utworów m.in. Leoša Janáčka, Josefa Suka i Bohuslava Martinů. Do grona jego uczniów należeli m.in. Karel Ančerl i Charles Mackerras.

## Odznaczenia
- Order Tomáša Garrigue Masaryka III Klasy – CSRF, 1992, pośmiertnie[3][4]
- Tarcza Honorowa Protektoratu Czech i Moraw z Orłem Świętego Wacława – Protektorat Czech i Moraw